# Birkenkofel
Birkenkofel (italsky Croda dei Baranci) je 2922 m vysoká hora z horské skupiny Haunold v Sextenských Dolomitech v Jižním Tyrolsku (Itálie). Spolu s Hochebenkofelem (Cima Piatta Alta, 2905 m), Mitterebenkofelem (2870 m) a Unterebenkofelem (2581 m) tvoří mohutný masiv spojený hřebeny. Mezi Mitterebenkofelem a Unterebenkofelem leží Eben(kofel) Scharte ve výšce 2510 m. Celá oblast je chráněna v přírodním parku Drei Zinnen.

## Poloha
Birkenkofel leží asi 10 kilometrů jihovýchodně od městečka Toblach v údolí Pustertal. Na severu hraničí s údolím Birkental, na východě s údolím Innerfeldtal, na jihu s údolími Hangenalpltal a Schafalm a na západě s údolím Höhlensteintal.

## První výstup
Na Birkenkofel poprvé vystoupil 17. července 1880 Ludwig Grünwald pod vedením Santo Siorpaese.

## Přístupy
Základnou pro výstup na Birkenkofel je Dreischusterhütte (Rifugio Tre Scarperi, 1626 m n. m.). Podle literatury se odtud stoupá necelé dvě hodiny po stezce č. 10 – nejprve na jih, pak na severozápad po stezce č. 8 na Birkenscharte (2540 m). Poté se pokračuje na jihozápad po severovýchodním hřebeni asi tři hodiny členitým terénem s obtížností UIAA I až na vrchol. Jednodušší je výstup od chaty Dreischusterhütte k Lückele-Scharte a dále po značené cestě přes Hochebenkofel a poté krátkým zajištěným úsekem na Birkenkofel.

## Galerie

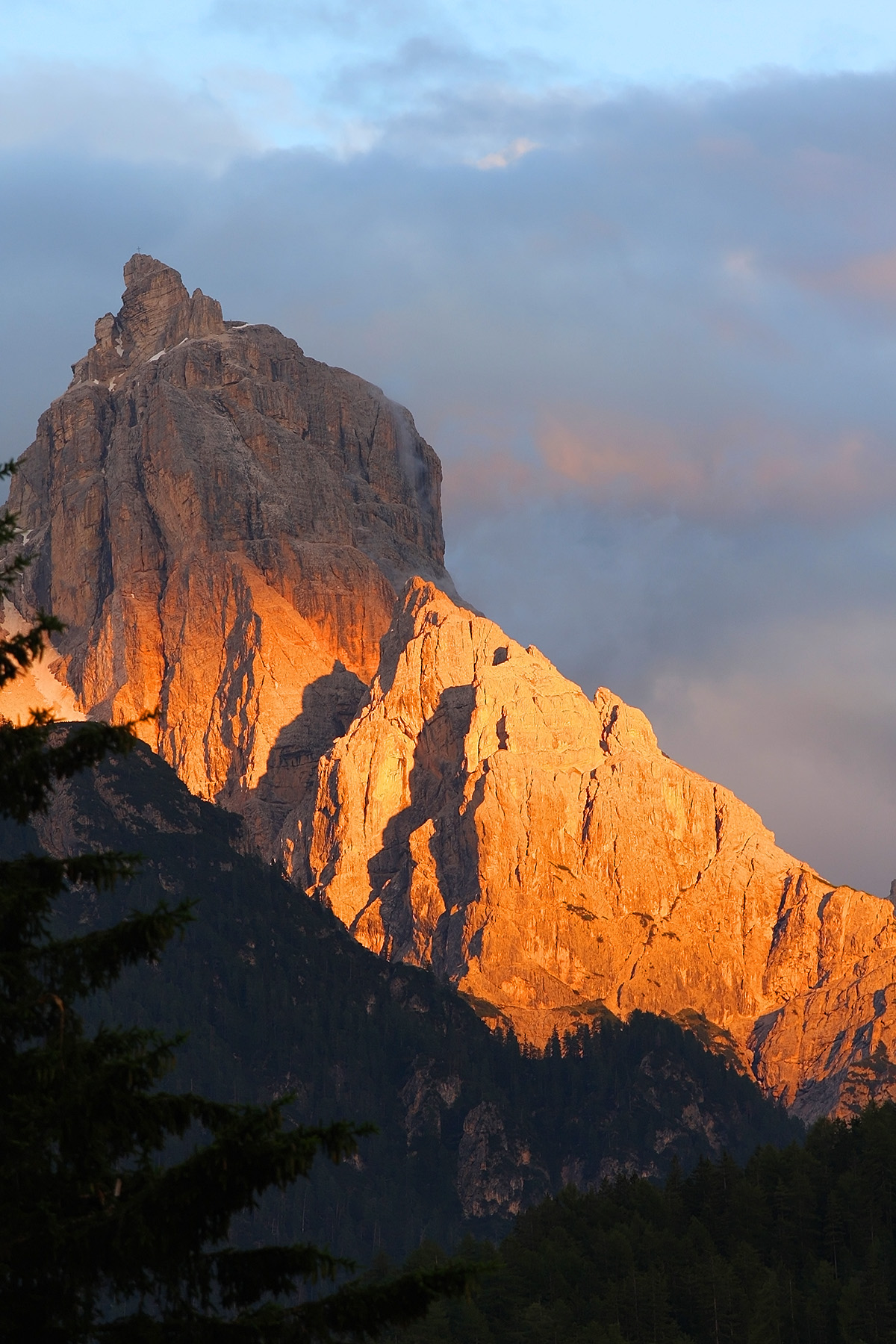
Birkenkofel při západu slunce
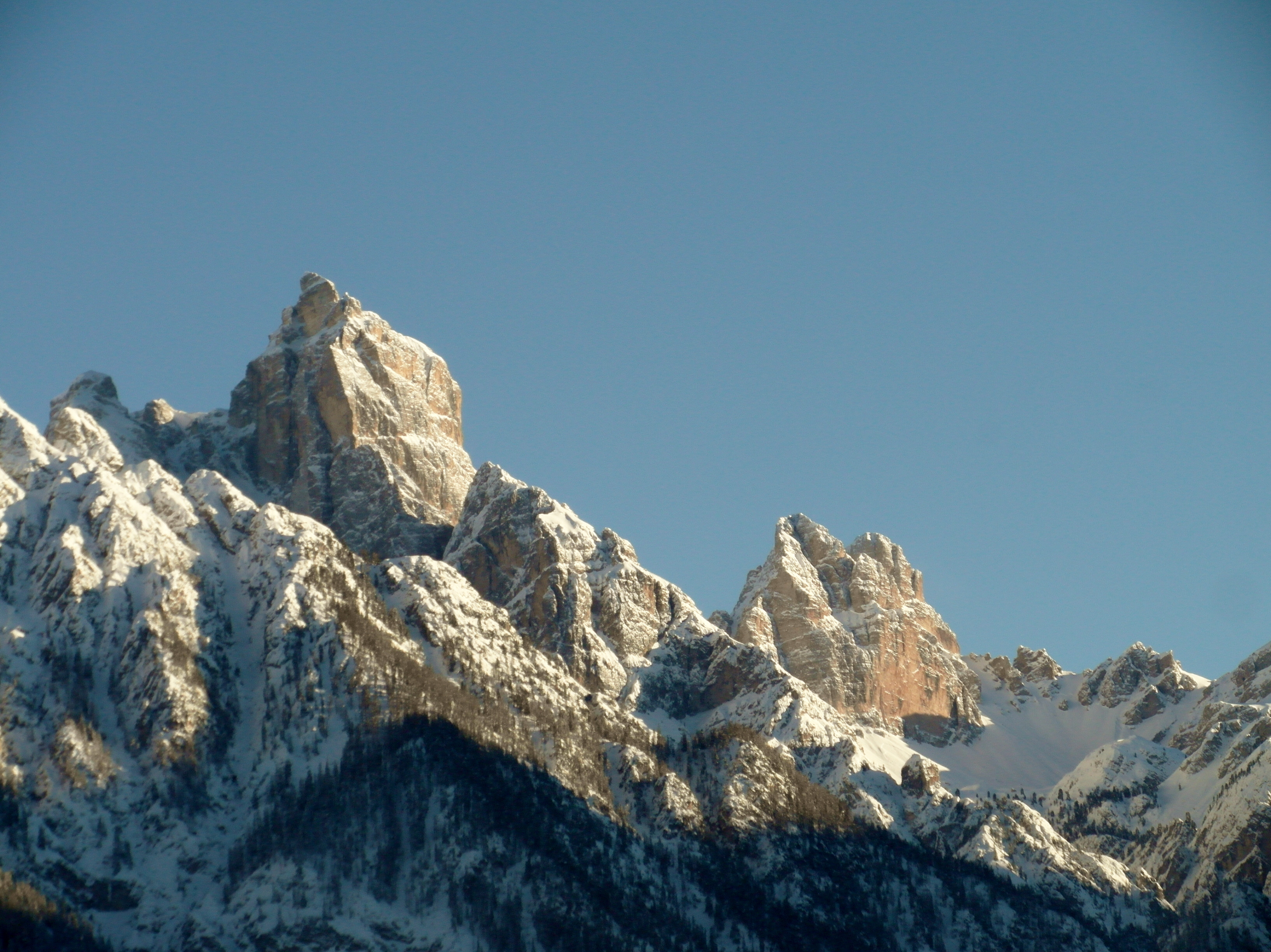
Birkenkofel
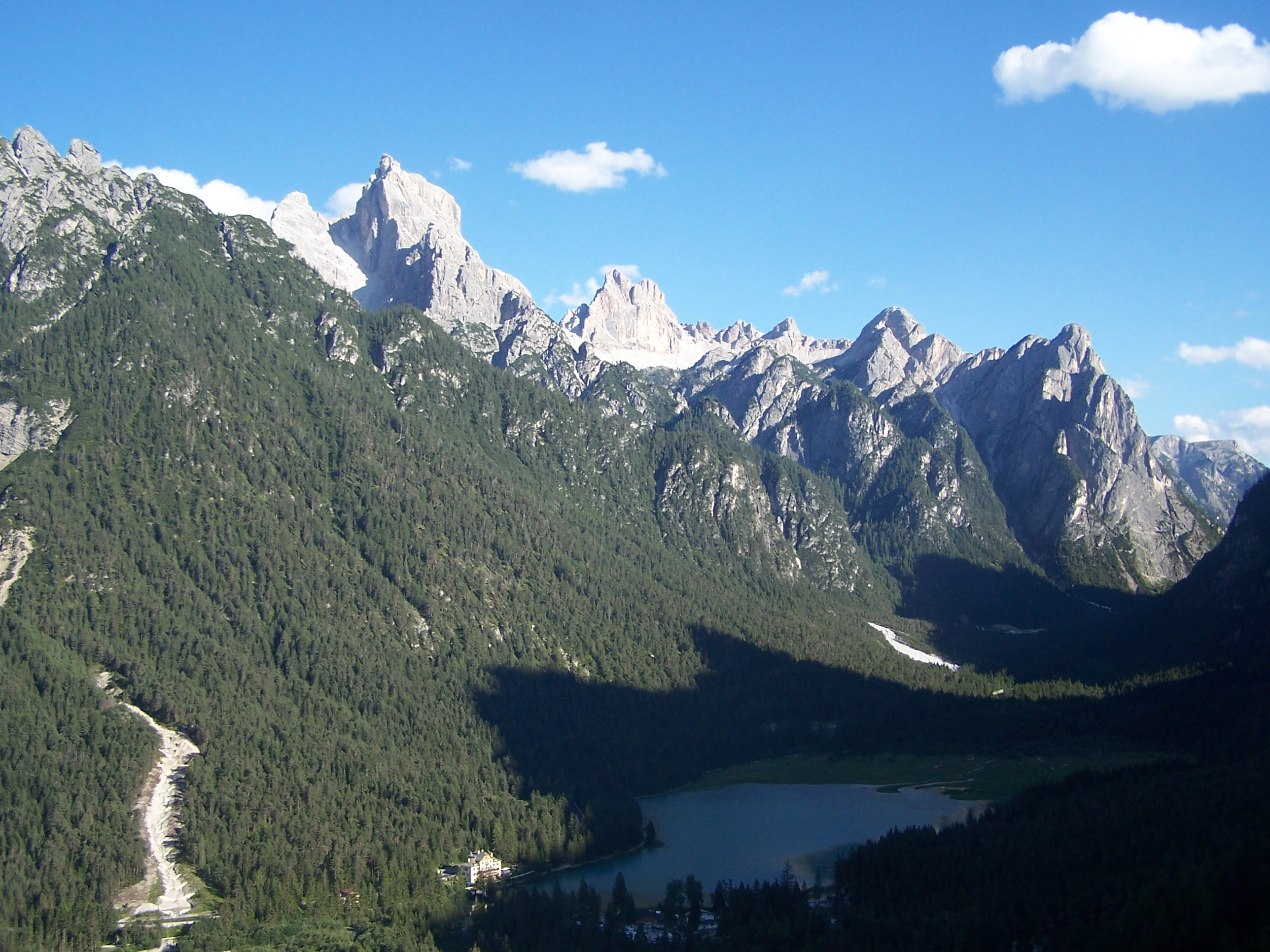
pohled na Birkenkofel od Toblacher See
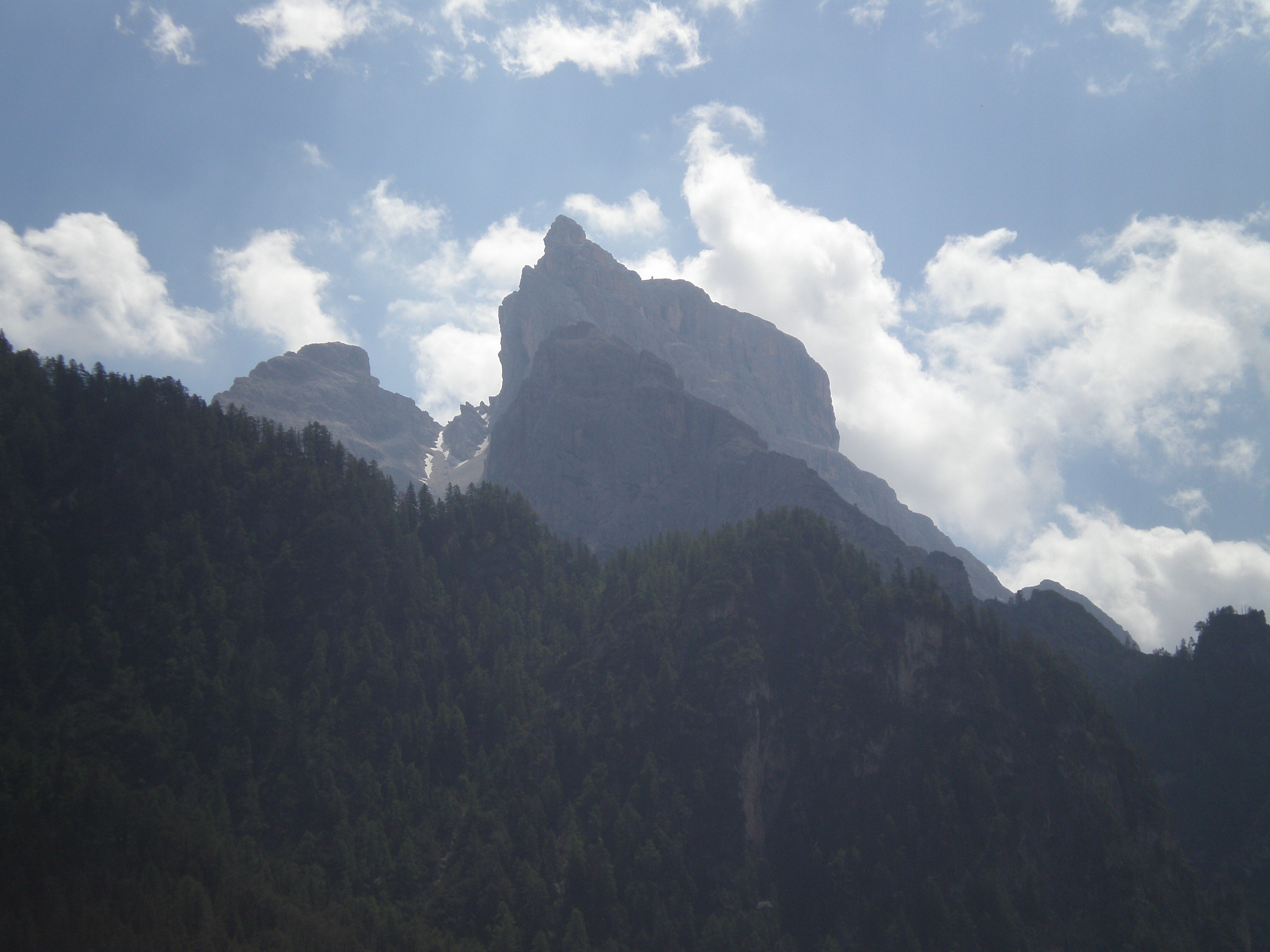
Birkenkofel